# Kota Garo
Kota Garo is een bestuurslaag in het regentschap Kampar van de provincie Riau, Indonesië. Kota Garo telt 9414 inwoners (volkstelling 2010).